# Lapiaz

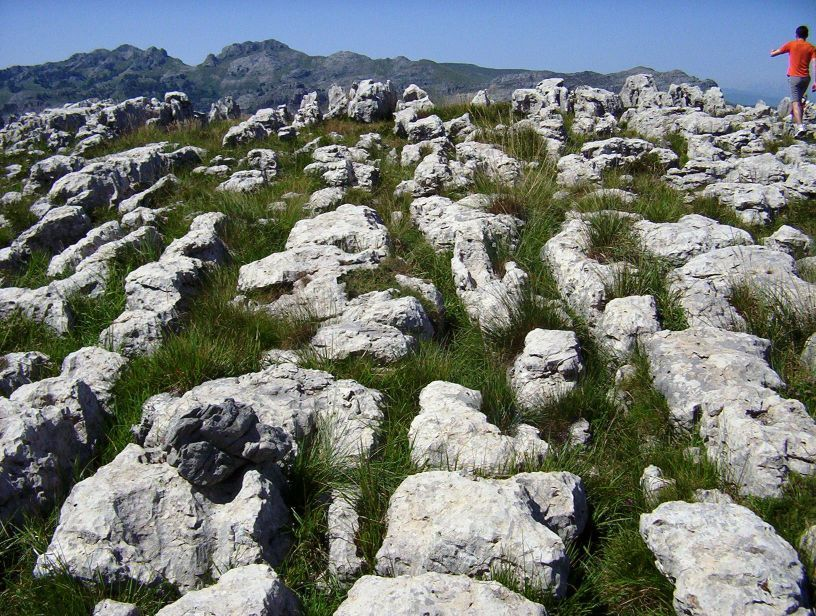
Lapiaz w Kantabrii w Hiszpanii

Lapiaz – drobne formy rzeźby na powierzchni (poziomej, a zwykle choć nieco nachylonej) skał krasowiejących, utworzone w wyniku ich rozpuszczania przez spływające wody deszczowe i wody pochodzące z topnienia śniegu (wody proniwalne), zawierające kwas węglowy lub/i kwasy humusowe. Typowymi formami tej rzeźby na litych, mocniej nachylonych powierzchniach skał są żebra i żłobki krasowe. Na powierzchniach naruszonych już przez korozję, popękanych itp. lapiaz przyjmuje postać systemu różnokształtnych, wypukłych form skalnych, separowanych siecią rowków i szczelin. Forma lapiazu oraz tempo jego rozwoju są uzależnione od rodzaju skały, jej struktury mechanicznej, klimatu i in.